# 泉清風
- 泉 淸風

泉 清風（いずみ せいふう、生没年不詳）とは、日本の大正時代の小説家、翻訳家である。その作品の大半は、春江堂刊行の「大活劇文庫」など連続活劇の小説化（ノベライズ）だった。

## 著作

### 小説
- 鉄路の露 : 事実悲劇（大正7年7月11日、春江堂書店）
- 夫婦心中須磨の松風（大正7年7月25日、春江堂書店）
- 夜半の嵐 : 悲劇小説（大正8年2月5日、春江堂）
- 学生さんの世の中見物 : 滑稽（大正8年3月9日、日吉堂）
- 一人息子に嫁八人（大正8年、出版社不明）
- のんき者ののんき話（大正9年3月25日、日吉堂本店）

### 翻訳
- ドラルー : 探偵大活劇（大正6年11月18日、春江堂） - 原作は映画『レ・ヴァンピール 吸血ギャング団』（ドラルー）。
- 灰色の幽霊 : 探偵大活劇（大正6年12月5日、春江堂書店） - 原作は映画『The Gray Ghost』[3]。
- 秘密の王国 : 大活劇（大正7年3月1日、春江堂書店） - 原作は映画『The Secret Kingdom』[4]。序文に「電気館で封切」と書かれている。
- 赤い目と大い手 : 冒険探偵大活劇（大正7年4月3日、春江堂書店） - 原作は映画『The Crimson Stain Mystery』[5]。序文に「キネマ倶楽部にて封切」とある。
- 大秘密 : 冒険探偵大活劇（大正7年5月3日、春江堂） - 原作は映画『The Great Secret』[6]。序文に主演のフランシス・X・ブッシュマンは「本邦では、此「大秘密」を以て初目見ゑの出演」と書かれてある。
- 七ツ真珠 : 探偵冒険活劇（大正7年6月23日、春江堂書店） - 原作は映画『The Seven Pearls』[7]。序文に「我国での封切は富士館」とある。
- 怪宝島 : 探偵大活劇（大正7年9月4日、盛陽堂）- 原作は不明。扉に『The Treasure Island』という英語題名が記されている。
- 巌窟の秘密 : 探偵大活劇（大正7年10月9日、盛陽堂） - 原作は不明。表に『The Iron Mask』という英語題名が記されている。
- 血笑鬼 : 探偵活劇（大正7年11月12日、盛陽堂） - 原作は不明。2頁に「The Mysterious Ring」という英語題が記されている。
- 海底の美人塔 : 女探偵パノプタ（大正7年12月1日、春江堂書店） - 原作はデンマーク映画『Panopta』シリーズ[8]のどれか。奥付では題名が『海底美人島』になっている。
- 幽霊人間 : 探偵大活劇（大正7年12月24日、盛陽堂） - 原作は不明。扉には「The Human Ghost」と書かれている。
- 大探偵大活劇 暗中の追跡（大正7年、盛陽堂書店）[9]
- 海底の金庫 : 探偵大活劇（大正8年1月3日、盛陽堂） - 原作は不明。7頁に「The vault under the sea」という英語題名が記されている。
- 金の鍵 : 探偵大活劇（大正8年1月21日、盛陽堂） - 原作は『怪盗紳士ルパン』。
- 覆面の呪 : 冒険活劇（大正8年2月25日、春江堂書店） - Mabel Herbert Hurne『The Journal of a Neglected Wife The Woman Alone』（映画『The Neglected Wife』[10]の原作）の翻訳。
- 地獄の王冠 : イントレランス（大正8年4月11日、盛陽堂書店）- 原作は映画『イントレランス』。
- 奇人怪人 : 探偵大活劇（大正8年4月19日、盛陽堂書店） - 扉に『The House of Hate』とある。同名の映画があるが、その翻訳は同月『呪の家』として春江堂から出版されている。
- 呪の家 : 探偵大活劇（大正8年4月25日、春江堂書店）- 原作は映画『The House of Hate』[11]。
- 秘密馬車 : 探偵大活劇（大正8年5月16日、盛陽堂） - 原作は不明。
- 巴里の秘密 : 探偵大活劇（大正8年6月15日、春江堂） - 原作は不明。
- 探偵の大危難 : 大活劇（大正8年9月8日、盛陽堂） - 原作は不明。
- 十文字の秘密 : 探偵大活劇（大正8年12月4日、盛陽堂） - エミール・ガボリオ『書類百十三』、アーサー・コナン・ドイル『黄色い顔』の翻訳。もう1篇は不明。
- 猛獣大活劇獅子の爪（大正10年、春江堂書店）[12][13]